# 膝瓣乌头
膝瓣乌头（学名：Aconitum geniculatum）为毛茛科乌头属下的一个种。

## 扩展阅读
- 維基物種上的相關：膝瓣乌头